# Achille Canna
Achille Canna, né le 24 juillet 1932, à Gradisca d'Isonzo, en Italie, est un ancien joueur italien de basket-ball.

## Palmarès
- Champion d'Italie 1955, 1956